# Município de Brown (condado de Miami, Ohio)
Localização do Ohio nos E.U.A.
O município de Brown (em inglês: Brown Township) é um local localizado no condado de Miami no estado estadounidense de Ohio. No ano 2010 tinha uma população de 1595 habitantes e uma densidade populacional de 20,35 pessoas por km².

## Geografia
O município de Brown encontra-se localizado nas coordenadas 40° 09′ 00″ N, 84° 04′ 25″ O. Segundo o Departamento do Censo dos Estados Unidos, o município tem uma superfície total de 78.39 km², da qual 78,33 km² correspondem a terra firme e (0,08 %) 0,06 km² é água.

## Demografia
Segundo o censo de 2010, tinha 1595 pessoas residindo no município de Brown. A densidade de população era de 20,35 hab./km².